# Wippenham
Wippenham osztrák község Felső-Ausztria Riedi járásában. 2021 januárjában 564 lakosa volt.

## Elhelyezkedése

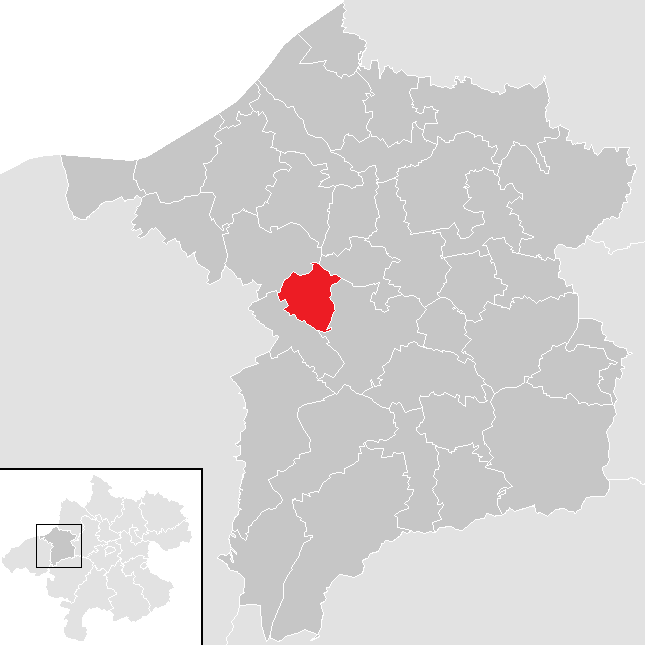
Wippenham a Ried im Innkreis-i járásban

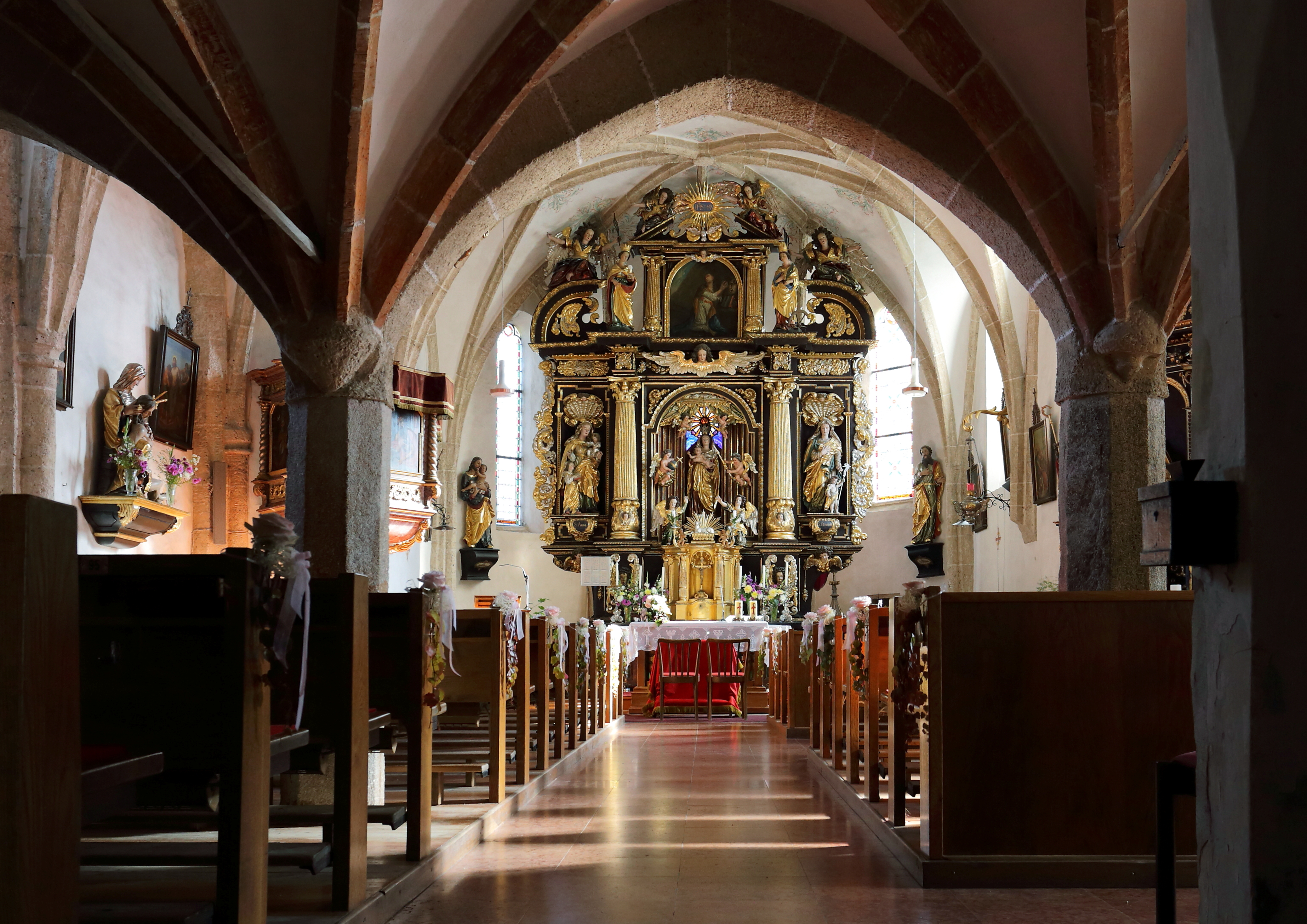
A templom belső tere

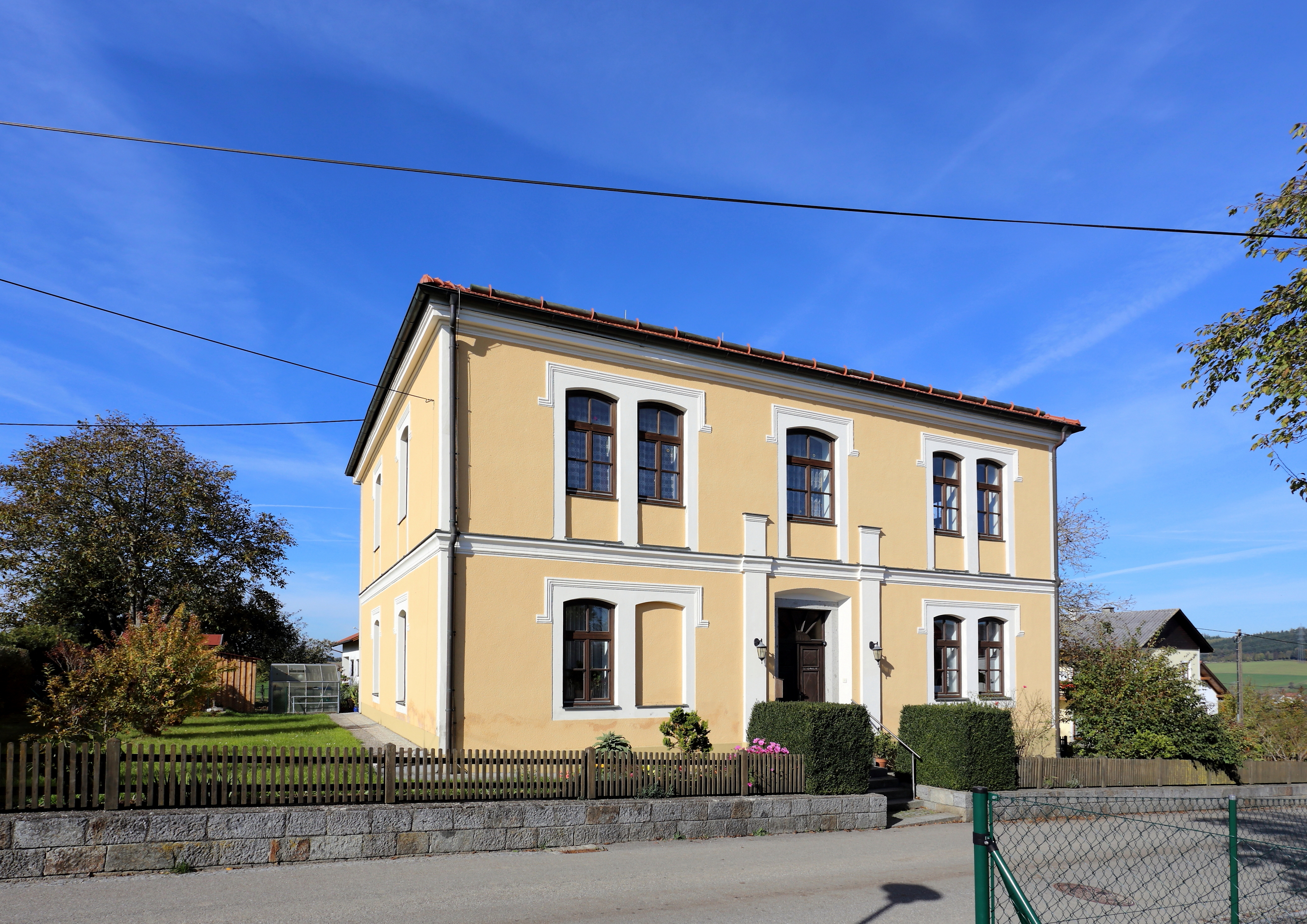
A katolikus plébánia

Wippenham a tartomány Innviertel régiójában fekszik, az Inn- és Hausruckvierteli-dombságon, a Gurtenbach folyó mentén. Területének 24,2%-a erdő, 67,7% áll mezőgazdasági művelés alatt. Az önkormányzat 9 települést és településrészt egyesít: Außerguggenberg (22 lakos 2021-ben), Bruck (55), Geretsdorf (23), Gundersberg (16), Mairing (74), Neuratting (145), Sieberting (52), Weinberg (25) és Wippenham (152).
A környező önkormányzatok: északra Gurten, északkeletre Eitzing, délkeletre Mehrnbach, délnyugatra Kirchheim im Innkreis.

## Története
Wippenhamot először 1147-ben említik. A település (és az egész Innviertel) 1779-ig Bajorország része volt, de a bajor örökösödési háborút lezáró tescheni béke Ausztriának ítélte. A napóleoni háborúk alatt rövid időre visszatért a francia bábállam Bajországhoz, de 1816 után végleg Ausztriáé lett. A vasút 1870-ben, a Ried-Braunau közötti Innkreisbahn megépülésével jutott el a faluba. Községi önkormányzata 1883-ban, önálló egyházközsége 1896-ban alakult meg. Az 1938-as Anschluss után a települést a Harmadik Birodalom Oberdonaui gaujába sorolták be. A második világháborút követően visszatért Felső-Ausztriához.

## Lakosság
A wippenhami önkormányzat területén 2384 januárjában 564 fő élt. A lakosságszám 1880 óta 5-600 között mozog. 2019-ben az ittlakók 95,1%-a volt osztrák állampolgár; a külföldiek közül 1,6% a régi (2004 előtti), 1,4% az új EU-tagállamokból érkezett. 0,9% az egykori Jugoszlávia (Szlovénia és Horvátország nélkül) vagy Törökország, 1,1% egyéb országok polgára volt. 2001-ben a lakosok 96,6%-a római katolikusnak, 1,1% mohamedánnak, 1,4% pedig felekezeten kívülinek vallotta magát. Ugyanekkor a legnagyobb nemzetiségi csoportot a németek (98,6%) mellett a törökök alkották 0,9%-kal (5 fő).
A népesség változása:

| 2016 | 556 |
| 2018 | 578 |

## Látnivalók
- a gótikus Szűz Mária neve-plébániatemplom. Főoltára 1659-ből való.

## Fordítás
- Ez a szócikk részben vagy egészben  a   Wippenham című német Wikipédia-szócikk ezen változatának fordításán alapul.  Az eredeti cikk szerkesztőit annak laptörténete sorolja fel. Ez a jelzés csupán a megfogalmazás eredetét és a szerzői jogokat jelzi, nem szolgál a cikkben szereplő információk forrásmegjelöléseként.